# 费萨尔·卡里姆·孔迪
费萨尔·卡里姆·孔迪  是一名沙拉基人出身的巴基斯坦政治家，曾擔任巴基斯坦国民议会副议长。
他来自开伯尔-普赫图赫瓦省的一个政治家族。他于2003年开始他的政治生涯，并担任人民党的分区协调员。
1975年出生于開伯爾-普赫圖赫瓦省的德拉依斯邁汗縣，在英国接受大學教育。他对政治有着与生俱来的倾向，在已故的贝娜齐尔·布托留在伦敦期间受到了她的培养。他在2008年2月的大选中以人民黨候選人的身份從NA-24選區参选，并于2008年3月19日当选为巴基斯坦国民议会第17届副议长。他在318张民调中获得了246张选票。
他有幸成为迄今为止选举产生的副议长中最年轻的。

## 政治生涯
他的祖父和父亲与前巴基斯坦總理佐勒菲卡爾·阿里·布托和貝娜齊爾·布托系非常密切，都是人民党的忠實擁護者。
他的父亲法扎卡林·昆迪于1990年以人民党候选人的身份当选为国民议会主席，并连续两届担任区议会主席，即从1983年到1991年。
他的外祖父法伊祖拉·汗·孔迪在20世纪60年代也是西巴基斯坦議會的成员。他的外祖父在60年代擔任白沙瓦高等法院高级法官，1971-72年在布托领导的巴基斯坦人民党政府担任联邦建制部长，1972年至1979年担任联邦公务员委员会主席。
费萨尔·卡里姆·孔迪的曾祖父——巴里斯特·阿卜杜勒·拉希姆·孔迪在1932年至1937年期间擔任開伯爾-普赫圖赫瓦省立法议会第一副議長。
他在2002巴基斯坦大选中以巴基斯坦人民党候选人的身份从NA-24選區競選巴基斯坦國民議會席位。但沒有成功。
在2008年巴基斯坦大選中，他代表巴基斯坦人民黨從NA-24選區當選為巴基斯坦國民議會議員。 2008年3月，他被任命为巴基斯坦國民議會副議長。
他在2013年巴基斯坦大选中以独立候选人的身份从NA-24選區竞选巴基斯坦国民议会席位。但沒有成功。